# رنتک
رنتک (انگلیسی: Renntech) شرکت خودروسازی آمریکایی است، که در سال ۱۹۸۹ تأسیس شد.